# Ilja Selvinski

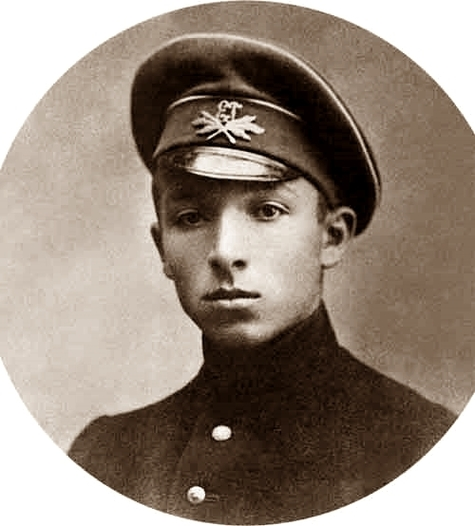
Ilja Selvinski

Ilja Lvovitsj Selvinski (Russisch: Илья Львович Сельвинский) (Simferopol, 12 oktober 1899 - Moskou, 22 maart 1968) was een Russisch schrijver en dichter.

## Leven en werk
In de jaren twintig was Selvinski een prominent vertegenwoordiger uit de school van het Russisch constructivisme. Hij experimenteerde met nieuwe vormen en functionele rijmwoorden (‘lokaal rijm’) en benaderde de poëzie op een schier wetenschappelijke wijze. 

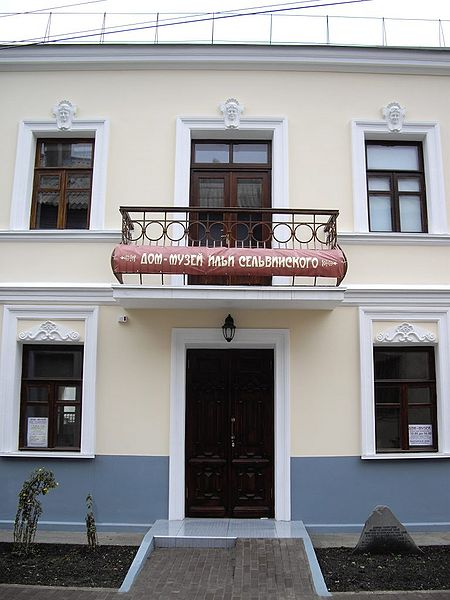
Selvinski-museum, Simferopol

Selvinski’s belangrijkste werk is De bende van Oeljajev (1926), een versepos over partizanen in de Oostelijke steppen, met veel couleur locale. Zijn roman in verzen De pelshandel (1927) gaat over de tragiek van de romantische intellectueel onder de dictatuur van het proletariaat; de hoofdpersoon pleegt uiteindelijk zelfmoord, hetgeen Selvinski op veel kritiek kwam te staan van de Sovjet-crititci.  
Selvinski raakte geleidelijk steeds meer gedesillusioneerd in het communisme, hetgeen ook een omslag in zijn werk teweegbracht. Zijn latere gedichten zijn vooral esthetisch en zwaarmoedig. Selvinski vervulde tal van baantjes in zijn leven, van acteur tot circusbokser en van dokwerker tot bontverwerker. Hij behaalde een academische graad in de Sociale Wetenschappen te Moskou.